# Scott MacDonald
Pour les articles homonymes, voir MacDonald.
Cet article possède un paronyme, voir Scott McDonald.
Scott MacDonald est un acteur américain né le 29 septembre 1959. Il a grandi dans le Nord-Ouest des États-Unis (Montana), il est diplômé de l'Université de l'État de Washington et a reçu un MFA en interprétation-théâtre du California Institute of the Arts. Il a aussi pris des cours de théâtre au Broadway Theatre.

## Filmographie

### Cinéma

#### Courts métrages
- 1998 : William Psychspeare's The Taming of the Shrink : Bulbis
- 2010 : Open 24 Hours : Frank

#### Longs métrages
- 1993 : Visiteurs extraterrestres (Fire in the Sky) de Robert Lieberman : Dan Walton
- 1997 : Jack Frost (vidéo) de Michael Cooney : Jack Frost
- 1997 : Die Story von Monty Spinnerratz (de) : Rudi Rake-Rat (voix)
- 1999 : Seven Girlfriends (en) : Scot, the Jogger
- 1999 : Bad City Blues : Mack
- 2000 : Jack Frost 2: Revenge of the Mutant Killer Snowman (vidéo) : Jack Frost (voix)
- 2004 : Straight Into Darkness (en) : Deming
- 2005 : Jarhead : La Fin de l'innocence (Jarhead) de Sam Mendes : D. I. Fitch
- 2008 : American Crude : M. Snow
- 2010 : Changing Hands (en) : UPS Clerk
- 2011 : De l'eau pour les éléphants (Water for Elephants) de Francis Lawrence : Blackie
- 2014 : The Big Bad City : inspecteur Steve Wasserman

### Télévision

#### Téléfilms
- 1998 : Les Rois de Las Vegas (The Rat Pack) de Rob Cohen : touriste
- 1999 : Babylon 5 : L'Appel aux armes (en) : premier officier

#### Séries télévisées
- 1993 : Star Trek : La Nouvelle Génération (Star Trek: The Next Generation) (saison 6, épisode 14 : Le Vrai Visage de l'ennemi) : Sub-commandeur N'vek
- 1993 - 1995 : Star Trek: Deep Space Nine :
  - (saison 1, épisode 06 : La Poursuite) : Tosk
  - (saison 4, épisode 04 : Le Serment d'Hippocrate) : Goran'Agar
- 1994 : New York, police judiciaire (Law and Order) (saison 4, épisode 22 : La Démission) : Brown
- 1995 : Space 2063 (Space: Above and Beyond) (saison 1, épisode 11 : Reste chez les morts) : Hatfield
- 1995 : Star Trek: Voyager (saison 1, épisode 01 : Le Pourvoyeur, première partie) : Rollins
- 1996 : New York Police Blues (NYPD Blue (saison 4, épisode 05 : Arnaque princière) : Donald Carter
- 1996 : Kindred : Le Clan des maudits (Kindred: The Embraced) (saison 1, épisode 02 : Le Prince de la ville) : Paul "Paulie" Boyle
- 1996 : Frasier (saison 3, épisode 12 : Bercés d'illusions) : Henry
- 1998 : Chicago Hope : La Vie à tout prix (Chicago Hope) (saison 4, épisode 16 : Au nom de l'amour) : Large Drunk
- 1998 : Conan (saison 1, épisode 14 : Sonja) : Général Vog (sous le nom de Scott Macdonald)
- 1998 - 2005 : JAG :
  - (saison 3, épisode 23 : Mariage mouvementé) : Officier Balkings
  - (saison 10, épisode 19 : Deux villes) : Colonel Joseph Mazzone
- 2000 : Charmed (saison 3, épisode 08 : Démon contre démon) : Krell
- 2000 - 2007 : Urgences : Inspecteur
  - (saison 7, épisode 05 : Le Saut de l'ange)
  - (saison 13, épisode 14 : Les Murmures du cœur)
- 2001 : Associées pour la loi (Family Law) (saison 2, épisode 21 : La Loi de la tribu) : U.S. Marshal #1
- 2001 : X-Files : Aux frontières du réel (The X-Files) (saison 8, épisode 09 : Dur comme fer) : Curt Delario
- 2001 - 2002 : The Practice : Bobby Donnell et Associés (The Practice) : Inspecteur
  - (saison 6, épisode 10 : Devoir de citoyen)
  - (saison 6, épisode 22 : Meurtriers mensonges)
- 2003 : Washington Police (The District) (saison 4, épisode 06 : L'Ombre de Jupiter) : Anderson Hess
- 2003 : The Lyon's Den (saison 1, épisode 05 : Trick or Treat) : Garde de la Sécurité
- 2003 : Stargate SG-1 (saison 7, épisode 08 : La Grande Épreuve) : Golon Jarlath
- 2003 : Preuve à l'appui (Crossing Jordan) (saison 2, épisode 19 : Mort en eaux profondes) : Hubbard
- 2003 : Les Experts (CSI: Crime Scene Investigation) (saison 3, épisode 11 : Recette pour un meurtre) : Harold Haskins, conducteur de camion
- 2003 - 2004 : Star Trek: Enterprise (8 épisodes) : Commandeur Dolim
- 2003 - 2005 : La Caravane de l'étrange (Carnivàle) (14 épisodes) : Burley
- 2004 : NCIS : Enquêtes spéciales (NCIS) (saison 1, épisode 21 : Face cachée) : Roger Cooke
- 2005 : À la Maison-Blanche (The West Wing) (saison 6, épisode 19 : Retour à Cuba) : Cyrus Yolander
- 2005 - 2006 : Threshold : Premier Contact : Capitaine Manning
  - (saison 1, épisode 01 : Les Arbres de verre [1/2])
  - (saison 1, épisode 10 : Le Pacte de non-retour)
  - (saison 1, épisode 11 : État d'urgence)
  - (saison 1, épisode 12 : Ennemi malgré tout)
- 2006 : Dexter (saison 1, épisode 05 : Le Rêve américain) : Officier Gerard
- 2006 : Numb3rs (saison 2, épisode 18 : Le Chemin de la liberté) : Lieutenant Barry Burchfield
- 2006 : Boston Justice (Boston Legal) (saison 2, épisode 14 : Une vérité toute nue) : Officier Michael Minden
- 2008 : Monk (saison 7, épisode 05 : Monk boit la tasse) : Chef du bateau
- 2009 : FBI : Portés disparus (Without a Trace) (saison 7, épisode 13 : Les Erreurs passées) : Inspecteur Wayne Stevens
- 2010 : Regular Show (saison 1, épisode 07 : Spécial de luxe au fromage) : Major Williams (voix)
- 2011 : Prime Suspect (Suspect numéro un New York, saison 1, épisode 07 : Une vie trop courte) : Brian O'Malley
- 2011 : United States of Tara : Larry Pierzynski
  - (saison 3, épisode 02 : Alter ego à gogo)
  - (saison 3, épisode 05 : L'Élixir du Dr Hatteras)
- 2011 : La Loi selon Harry (Harry's Law) (saison 1, épisode 07 : Le Rêve américain) : Agent de l'Immigration and Customs Enforcement
- 2012 : Major Crimes (saison 1, épisode 05 : Comme une traînée de poudre) : Dale Fisher
- 2012 : NCIS : Los Angeles (NCIS: Los Angeles) : Rich Mayfield
  - (saison 3, épisode 23 : À l'aveugle : 1re partie)
  - (saison 3, épisode 24 : À l'aveugle : 2e partie)
- 2013 : Mob City (saison 1, épisode 03 : Red Light) : Dewey

### Jeux vidéo
- 1996 : Star Trek: Klingon : [Qui ?]
- 2002 : Tekki : [Qui ?]
- 2002 : Red Faction II : Male 2 (voix)
- 2003 : Enter the Matrix : [Qui ?]
- 2004 : X-Men Legends : Gambit / Sentinel #1 (voix)
- 2005 : X-Men Legends II : L'Avènement d'Apocalypse : Gambit / Mikhail Rasputin (voix)
- 2005 : Twisted Metal: Head-On : [Qui ?]
- 2006 : Marvel: Ultimate Alliance : Corsair / Cyclops / Dum Dum Dugan / autres personnages (voix)
- 2008 : Dead Space : (voix additionnelles)
- 2008 : Rise of the Argonauts : [Qui ?]
- 2009 : Fainaru Fantajî XIII : Cocoon Inhabitants (version anglaise)
- 2009 : Bionic Commando : Gottfried Groeder / Prison Guard / BioReign Soldier (voix)
- 2009 : Prototype : [Qui ?]
- 2011 : L.A. Noire : Frank French (voix)
- 2011 : Thor : Dieu du tonnerre : Warlord (voix)
- 2014 : Star Wars: The Old Republic - Shadow of Revan : (voix additionnelles)